# Harissa

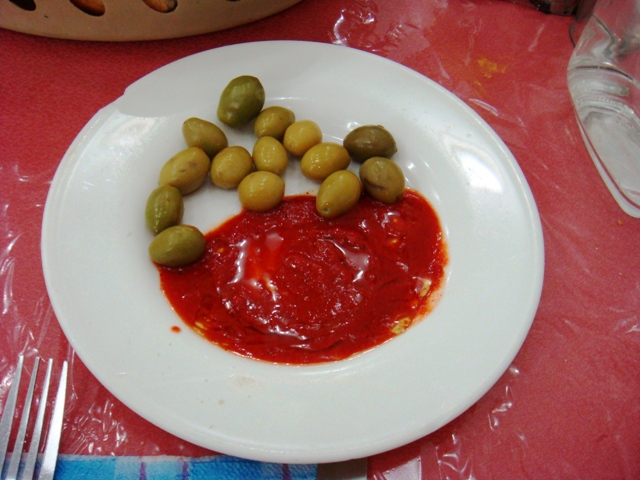
Harissa med oliver

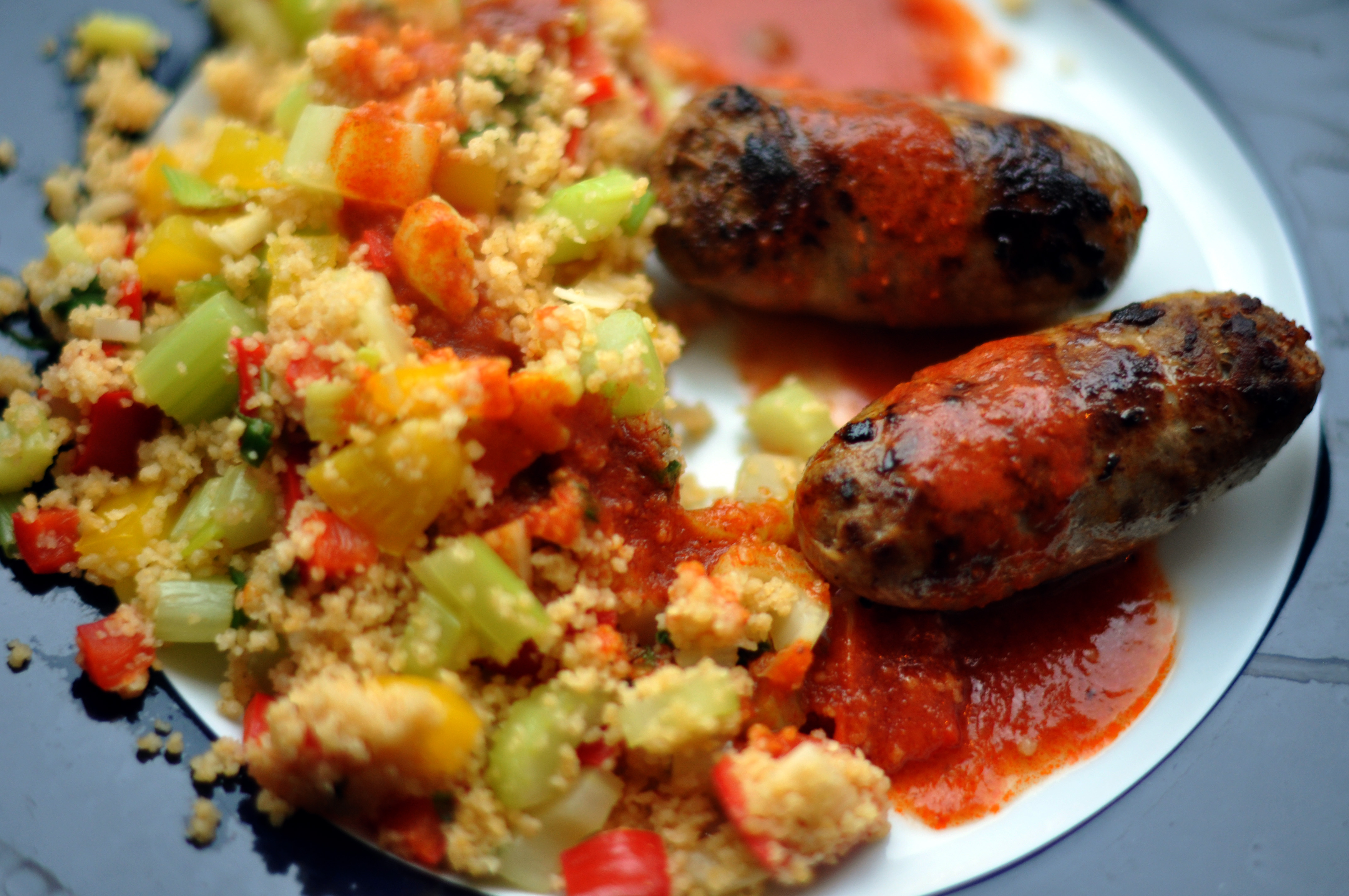
Couscous, merguez och harissa

Harissa är en nordafrikansk stark röd sås gjord på bland annat chilipeppar och vitlök. Den är speciellt populär i tunisiska köket, men förekommer i andra nordafrikanska kök, som det libyska,  algeriska och marockanska.
Harissa är mycket mångsidig, och används bland annat i grytor, couscous och soppor, till pocherade ägg, och som smaksättare i dipp, såser och salladsdressingar. I Tunisien är det vanligt att inleda måltider med harissa, oliver och bröd.